# Casa Joan Manuel Bofill
La Casa Joan Manuel Bofill és un edifici situat als carrers Ample, 23 i d'en Carabassa, 21 de Barcelona, catalogat com a bé amb elements d'interès (categoria C).

## Història
El 1857, el fabricant d'Olot Miquel Castanys i Masoliver va adquirir en emfiteusi a Marià Sagarriga (òlim Borràs) i Mezquita, VI comte de Creixell i IV baró de la Pobadilla, natural de Morella i resident a València, una casa antiga als carrers Ample i d'en Carabassa. El 1860, l'indià Joan Manuel Bofill i Pintó (1811-1878), natural de Cartagena de Indias (Colòmbia), li en va adquirir la major part per 29.000 duros, i va encarregar el projecte d'un nou edifici a l'arquitecte Elies Rogent.

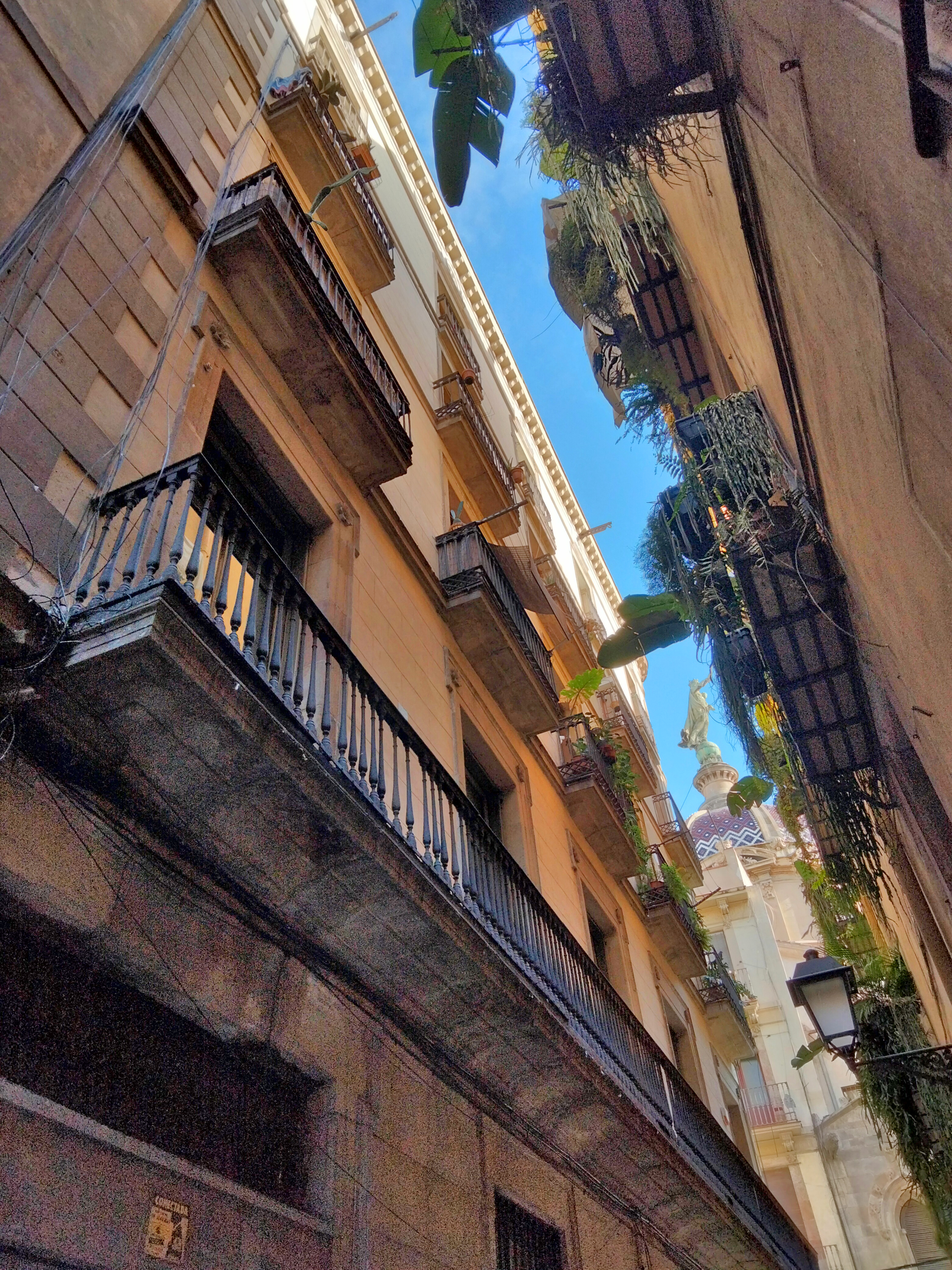
Façana del carrer d'en Carabassa, amb la cúpula de la Mercè al fons

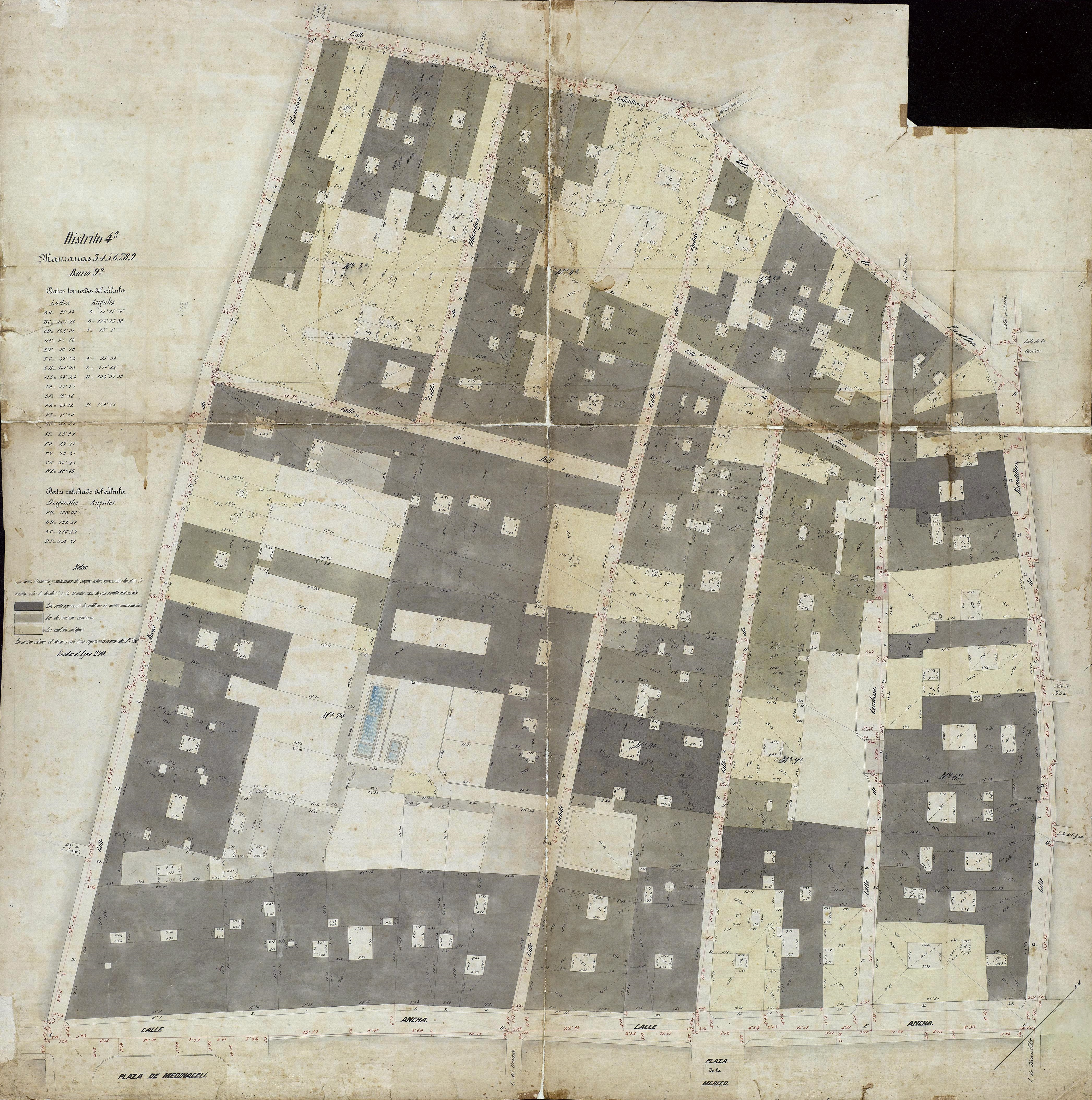
Quarteró núm. 113 de Garriga i Roca (c. 1860)

El 1852, Bofill i el seu cunyat Miquel Martorell i Peña havien fundat la companyia naviliera Bofill, Martorell i Cia, amb seu al núm. 9 del carrer Ample. Finalment, la societat es va acabar liquidant entre el 1866 i 1867, i el 1868, els germans Miquel, Joan i Manuel Martorell es van retirar del negoci per a dedicar-se al col·leccionisme, mentre que Joan Manuel Bofill i el seu fill Joan Bofill i Martorell (1839-1927) van crear la societat J.M. Bofill i Fill (posteriorment Fills de J.M. Bofill), dedicada a la importació de carbó i amb seu al mateix edifici.
El 24 de febrer del 1893, el fill petit Josep Bofill i Martorell (1852-1883), enginyer industrial, fou assassinat al seu despatx d'un tret de pistola pel ciutadà anglès Samuel Willie.
Posteriorment, s'hi instal·là el despatx de la filatura de cotó de Joan Escoda i Vinyas a Vilanova i la Geltrú.